# Битка код Ишасега
Битка код Ишасега била је део Мађарске револуције 1848.

## Увод
У зимској офанзиви против мађарских револуционара, Виндишгрец је 15. децембра 1848. заузео Братиславу коју су Мађари напустили без борбе, а затим је 30. децембра потукао мађарску Дунавску армију у бици код Мора. Мађарска војска је одступила према Будиму, који је напустила без борбе, док се мађарска влада преселила у Дебрецин. Будим је заузет без борбе 5. јануара 1949. У наставку операција у јануару, Дунавска армија је кренула на север и ослободила Кошице, Аустријанци су избили до Токаја и одбацили Мађаре преко Тисе, али су се нагло повукли због напредовања Дунавске армије из Словачке. Мађарски врховни заповедник, генерал Дембињски, окупио је средином фебруара 1849. главнину мађарске војске (око 36.000 људи) код Мишколца., али ове снаге потучене су 26-27. фебруара у бици код Каполне. Генерал Дембињски је смењен, и мађарска војска под командом генерала Гергеја прешла је у напад.

## Битка
Аустријски фелдмаршал Алфред Виндишгрец пропустио је прилику да после битке код Каполне ефикасно прогони и уништи мађарску војску. Немајући података о мађарским снагама, оставио је 1 дивизију код Ваца да чува пут према Коморану, а са остатком војске и корпусом бана Јелачића препречио је пут према Пешти. Ту су аустријску главнину 6. априла са свих страна напале мађарске снаге и после битке која је трајала од 1 сат поподне до 8 сати увече натерале је у повлачење према Пешти.

## Последице
Аустријска дивизија код Ваца (око 8.000 људи са 26 топова) уништена је 10. априла. Виндишгрец је смењен и нови аустријски заповедник, генерал Франц Велден, повукао је главнину војске према Бечу, оставивши у Будиму генерала Хајнриха Хенција са 4 батаљона и једним ескадроном коњице. Гергеј је 4. маја опсео Будим и заузео га 21. маја 1849.